# Busch Nashville 420 1981
Nashville 420 1981 var ett stockcarlopp ingående i Nascar Winston Cup Series (nuvarande Nascar Cup Series) som kördes 14 juli 1981 på den 0,596 mile (959,170 meter) långa ovalbanan Nashville Speedway i Nashville i Tennessee. Totalt avverkades 250.320 miles (402.851 km) fördelat på 420 varv. Banunderlaget var asfalt. Loppet vanns av Darrell Waltrip i en Buick på tiden 2:48,47 körande för Junior Johnson & Associates. Waltrips snitthastighet var 90,052 mph. Prispotten uppgick till 103 425 dollar, varav 15 700 dollar gick till segraren.

## Resultat
| Plc     | Nr | Förare            | Team/ bilägare              | Konstruktör | Start | Varv | Ledda varv |
| ------- | -- | ----------------- | --------------------------- | ----------- | ----- | ---- | ---------- |
| 1       | 11 | Darrell Waltrip   | Junior Johnson & Associates | Buick       | 4     | 420  | 303        |
| 2       | 28 | Bobby Allison     | Ranier Racing               | Buick       | 12    | 420  | 70         |
| 3       | 15 | Benny Parsons     | Bud Moore Engineering       | Ford        | 3     | 420  | 10         |
| 4       | 88 | Ricky Rudd        | DiGard Motorsports          | Chevrolet   | 2     | 419  | 0          |
| 5       | 44 | Terry Labonte     | Hagan Enterprises           | Buick       | 11    | 418  | 0          |
| 6       | 42 | Kyle Petty        | Petty Enterprises           | Buick       | 13    | 418  | 0          |
| 7       | 2  | Dale Earnhardt    | Jim Stacy Racing            | Pontiac     | 7     | 418  | 0          |
| 8       | 33 | Harry Gant        | Mach 1 Racing               | Pontiac     | 8     | 417  | 0          |
| 9       | 43 | Richard Petty     | Petty Enterprises           | Buick       | 9     | 417  | 0          |
| 10      | 90 | Jody Ridley       | Donlavey Racing             | Ford        | 20    | 416  | 0          |
| 11      | 02 | Mark Martin       | Martin Racing               | Pontiac     | 1     | 415  | 36         |
| 12      | 75 | Tim Richmond      | RahMoc Enterprises          | Chevrolet   | 6     | 413  | 0          |
| 13      | 5  | Morgan Shepherd   | Cliff Stewart Racing        | Pontiac     | 5     | 413  | 0          |
| 14      | 25 | Ronnie Thomas     | Ronnie Thomas Racing        | Pontiac     | 24    | 406  | 0          |
| 15      | 52 | Jimmy Means       | Jimmy Means Racing          | Buick       | 15    | 406  | 0          |
| 16      | 48 | James Hylton      | Hylton Engineering          | Pontiac     | 27    | 401  | 0          |
| 17      | 3  | Richard Childress | Richard Childress Racing    | Pontiac     | 25    | 401  | 0          |
| 18      | 24 | Steve Spencer     | Gordon Racing               | Buick       | 28    | 400  | 0          |
| 19      | 17 | Tommy Houston     | Hamby Racing                | Chevrolet   | 19    | 400  | 0          |
| 20      | 70 | J.D. McDuffie     | McDuffie Racing             | Pontiac     | 21    | 400  | 0          |
| 21      | 64 | Tommy Gale        | Langley-Woodfield Racing    | Ford        | 23    | 397  | 0          |
| 22      | 66 | Lake Speed        | Lake Speed Racing           | Oldsmobile  | 18    | 374  | 0          |
| 23      | 40 | D.K. Ulrich       | Ulrich Racing               | Buick       | 17    | 331  | 0          |
| 24      | 18 | Randy Ogden       | Ogden Racing                | Oldsmobile  | 22    | 318  | 0          |
| 25      | 71 | Dave Marcis       | Negre Racing                | Chrysler    | 14    | 292  | 1          |
| 26      | 99 | Sterling Marlin   | Ulrich Racing               | Buick       | 26    | 244  | 0          |
| 27      | 37 | Mike Alexander    | Rogers Racing               | Buick       | 10    | 220  | 0          |
| 28      | 67 | Buddy Arrington   | Arrington Racing            | Dodge       | 16    | 93   | 0          |
| 29      | 94 | Cecil Gordon      | Wawak Racing                | Buick       | 29    | 2    | 0          |
| 30      | 08 | Don Satterfield   | Satterfield Racing          | Chevrolet   | 30    | 1    | 0          |
| Källor: |    |                   |                             |             |       |      |            |